# Сельское поселение Захаркино
Сельское поселение Захаркино — муниципальное образование в Сергиевском районе Самарской области.
Административный центр — село Захаркино.

## История
Датой образования считается 1757 год.

## Административное устройство
В состав сельского поселения Захаркино входят:
- село Захаркино,
- село Нижняя Козловка,
- село Комаро-Умёт,
- село Сидоровка,
- посёлок Отрада.